# Pasztell

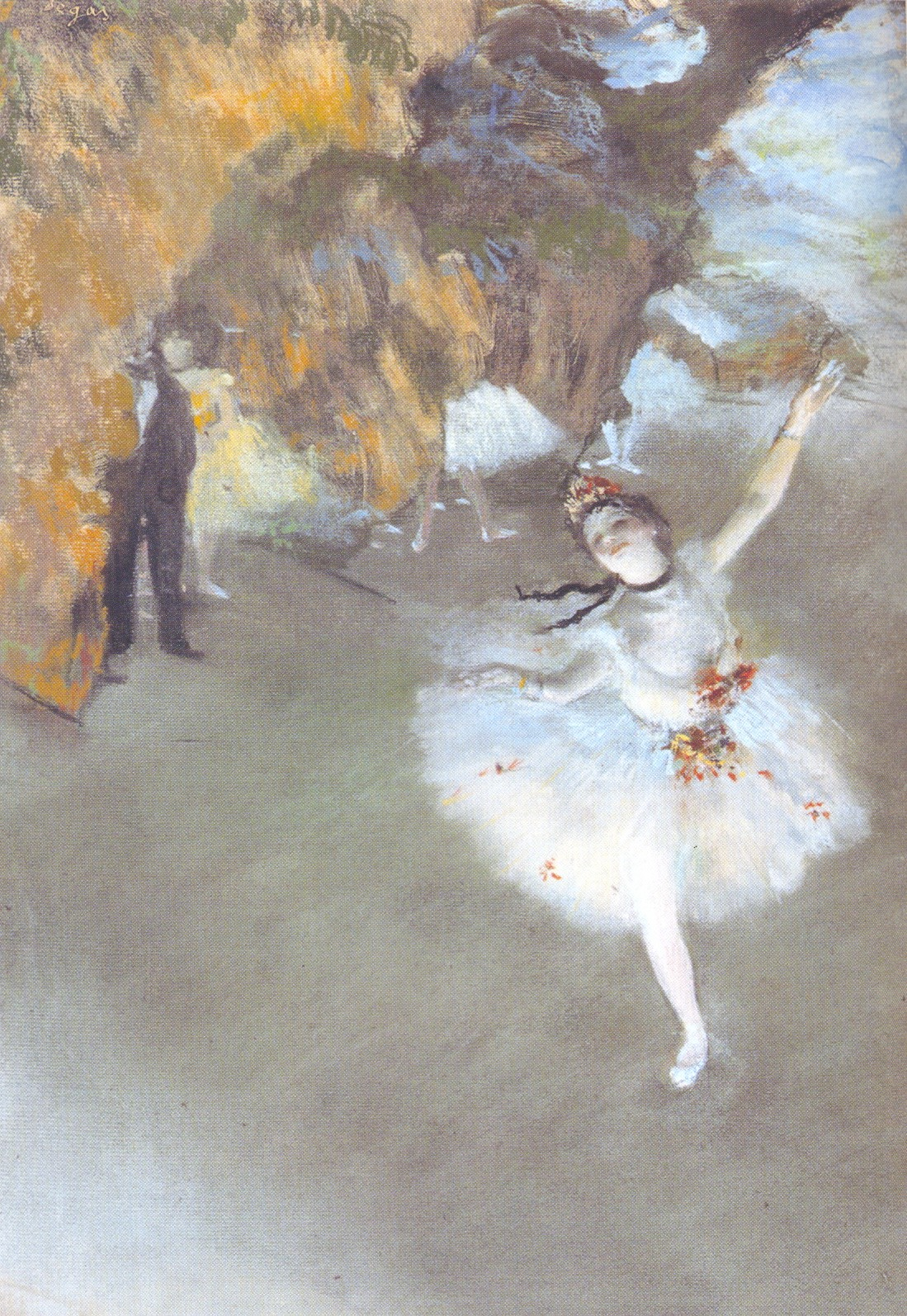
Edgar Degas: Balett-táncos, pasztell

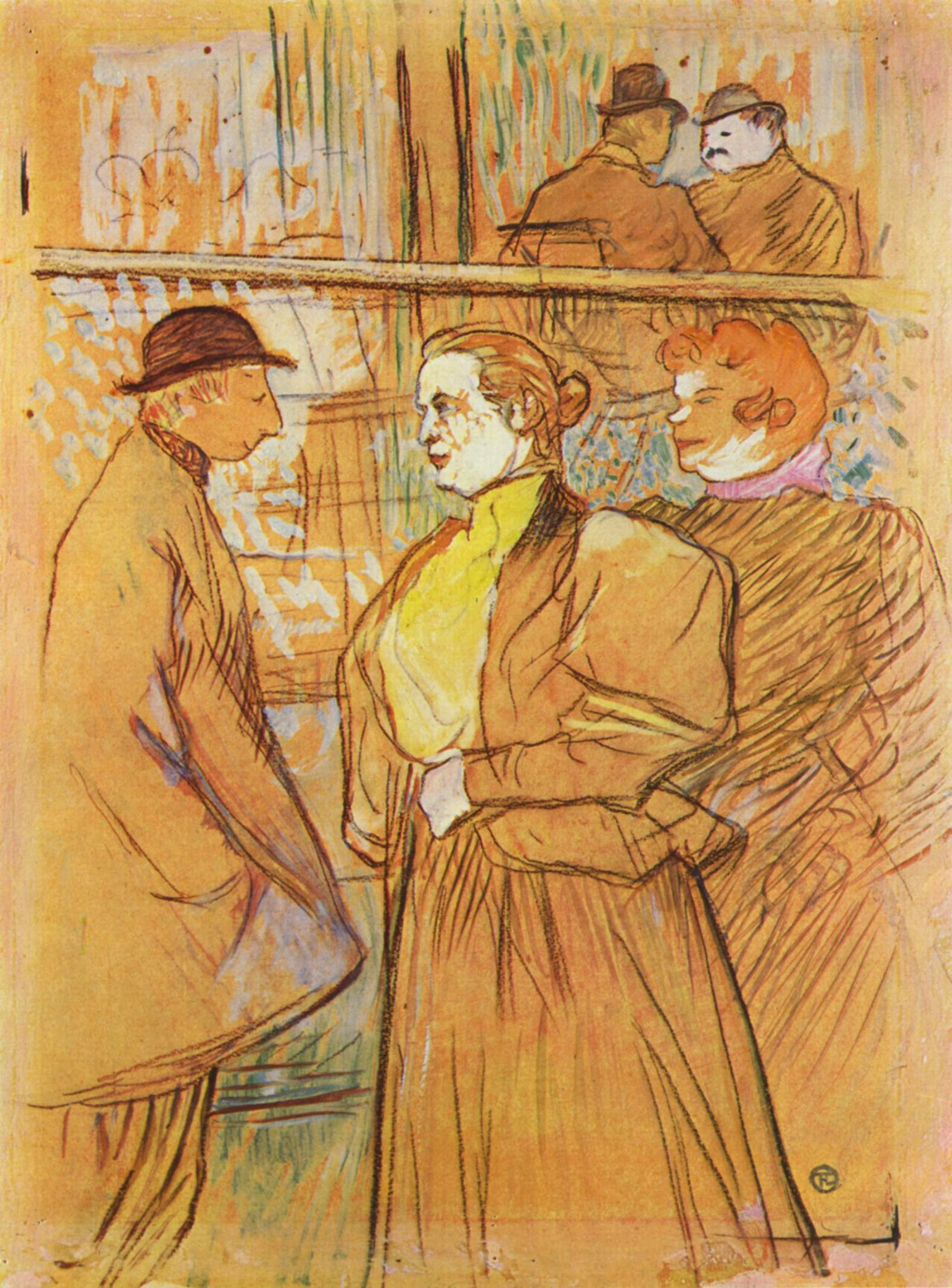
Henri de Toulouse-Lautrec: A Moulin Rouge-ban (1890)

A pasztell átmenet a rajz és a festőművészet között. Lényege, hogy a festékszemcsék a papíron kötőanyag nélkül, kizárólag a felület bolyhossága, érdessége révén tapadnak meg. Eszköze és egyben anyaga a minimális kötőanyaggal kis rudakká préselt festékpor, amellyel krétához vagy rajzszénhez hasonló módon bánnak. Hatása nagyban függ a felhasznált papír milyenségétől, amely gyakran finomra tört habkőporral van bevonva, hogy csiszolópapírként porlassza szét a pasztellrudat, vagy fonaltörmelékkel, hogy bársonyosságával kösse meg a festékport.

## Technikája
A pasztell technikája eredetileg a krétarajzét örökölte, később egyre nagyobb szerepet kaptak a benne rejlő festői lehetőségek, annak kihasználása, hogy a lágyabb vagy erőteljesebb felrakás különböző árnyalatokat eredményez, hogy az olajfestményhez hasonlóan magán a felületen is keverhetők a színek. A művész a pasztellrudacskákon kívül más eszközöket, az ujjait, ecsetet, összesodort rongy- vagy papírdarabkákat stb. is használ a kép fejlesztéséhez, a por szétdörzsöléséhez.
A pasztell nagyon gyengén tapad az alaphoz, ez teszi lehetővé a kép részleteinek a színek felrakása utáni fejlesztését, javítását, vagy akár sörteecsettel való letörlését, de ugyanezért kerülni kell a túl vastag rétegben való alkalmazását is. A leporlás úgy akadályozható meg, hogy a felületre pasztellfixírt permeteznek. Ennek hátránya, hogy a színeket megváltoztathatja, ezért a fixáló lakkokat nagyon erősen hígítva, nagyon vékony rétegben használják.

## Története
A pasztell a 15. század legvégén jelent meg Franciaországban, legkorábban Leonardo da Vinci munkásságában fordul elő. Első nagy mesterének Maurice Quentin de la Tour-t szokás tekinteni, aki portrék készítésére használta a technikát. A 19. században az impresszionizmusban is nagy szerepet kapott, például Edgar Degas művészetében. Magyarországon Rippl-Rónai József és Nagy István voltak mesterei.

## Pasztellszín
A pasztellszínek jellemzően világos, lágyabb árnyalatú színek, mint a világoszöld, világoskék, rózsaszín, barackszín stb. Lakberendezésben és ipari formatervezésben a mai napig jelen van a használata, bár az igazi divatja a 20. század ötvenes éveitől kezdve a hetvenes évei végéig tartott.